# Johan Friedrich Tuchsen
Johan Friedrich Tuchsen (døbt 26. december 1660 i Kolberg, Pommern – 19. december 1730 i Bergen, Norge) var en dansk officer.
Han blev 1685 udnævnt til sekondløjtnant ved Sachs infanteribataljon. Da denne bataljon i 1688 blev omdannet til et infanteriregiment, blev Tuchsen premierløjtnant ved dette i 1689. 11. januar 1690 blev han kaptajn.
8. september 1694 ankom han til Bergenhus i Norge som major. 1. august 1704 steg han til oberstløjtnant og blev 8. september 1712 interimskommandant for Bergenhus fæstning. 11. oktober 1728 blev han generalmajor og var fra dette år indtil sin død kommandant på Bergenhus.
Han blev efterfulgt af general Hans Jørgen Weinmann (Hans Jørgen Weinmanns 3. hustru var Sophie Amalie Tuchsen, som var Tuchsens datter). 